# Cecidomyia aurantiaca
Cecidomyia aurantiaca är en tvåvingeart som först beskrevs av Macquart 1826.  Cecidomyia aurantiaca ingår i släktet Cecidomyia och familjen gallmyggor.
Artens utbredningsområde är Frankrike. Inga underarter finns listade i Catalogue of Life.